# Condado de Torres de Sánchez-Dalp
El condado de Torres de Sánchez-Dalp es un título nobiliario español creado el 3 de diciembre de 1924 por el rey Alfonso XIII a favor de Miguel Sánchez-Dalp y Calonge, diputado a Cortes, presidente del Ateneo de Sevilla, etc.

## Condes de Torres de Sánchez-Dalp
|                           | Titular                                 | Periodo                   |
| Creación por Alfonso XIII | Creación por Alfonso XIII               | Creación por Alfonso XIII |
| ------------------------- | --------------------------------------- | ------------------------- |
| I                         | Miguel Sánchez-Dalp y Calonge           | 1917-1961                 |
| II                        | Francisco Javier Sánchez-Dalp y Marañón | 1962-                     |
| III                       | Francisco Javier Sánchez-Dalp y Leguina | 1963-                     |
| IV                        | Ana María Sánchez-Dalp Leguina          | 2004-2013                 |
| V                         | Pedro Fernández-Palacios Sánchez-Dalp   | 2013-2021                 |
| VI                        | Blanca Fernández-Palacios Parejo        | Desde 2021                |

## Historia de los condes de Torres de Sánchez-Dalp
- Miguel Sánchez-Dalp y Calonge (Aracena, 1871-Sevilla, 1961),[2] I conde de Torres de Sánchez-Dalp. Miguel Sánchez-Dalp regaló los primeros naranjos a la ciudad de Sevilla con motivo de la Exposición Universal de 1929, lo que propició que el azahar se convirtiese en uno de los símbolos de la ciudad. se casó con María de los Ángeles Marañón y Lavín. Le sucedió, en 1952, el hijo de su hermano Francisco Javier Sánchez-Dalp y Calonge, que había casado con su cuñada Ana Marañón y Lavín, por tanto, su sobrino:

- Francisco Javier Sánchez-Dalp y Marañón (Sevilla,  1 de abril de 1900-ibídem, 14 de junio de 1982)), II conde de Torres de Sánchez-Dalp,[3] II marqués de Aracena, se casó con Isabel de Seras y Romero de Tejada. Le sucedió su hermano.

- Manuel Sánchez-Dalp y Marañón, III conde de Torres de Sánchez-Dalp.[4] Contrajo matrimonio con Luisa Leguina Delgado, baronesa de la Vega de la Hoz.[5]

- Francisco Javier Sánchez-Dalp y Leguina,  IV conde de Torres de Sánchez-Dalp,[6] III marqués de Aracena, III barón de la Vega de Hoz. Le sucedió, en 2004, su hermana.

- Ana María Sánchez-Dalp y Leguina (m. enero de 2013),[7] V condesa de Torres de Sánchez-Dalp,[8] IV marquesa de Aracena, IV baronesa de la Vega de Hoz, casada con Pedro Fernández-Palacios y Marín (m. 2006).[7] En el 2013, le sucede el hijo de ambos:

- Pedro Fernández-Palacios Sánchez-Dalp (m. Sevilla, 13 de marzo de 2021),[9] V conde de Torres de Sánchez-Dalp, V marqués de Aracena, V barón de la Vega de Hoz.[10]

Se casó con Esperanza Parejo Muñoz, padres de Fátima, Blanca, Esperanza, Marta y Federico Fernández-Palacios Parejo. Le sucedió, en 2021, su hija:
- Blanca Fernández-Palacios Parejo, VI condesa de las Torres de Sánchez-Dalp.[1]